# Danao-See (Leyte)
Der Danao-See ist ein See auf der Insel Leyte auf den Philippinen. Er liegt etwa 10 km nordöstlich von Ormoc City in der Provinz Leyte. Der See bedeckt eine Fläche von rund 1,97 km² am Fuße des Mount Danao in einer Höhe von 640 Metern über dem Meeresspiegel.

## Flora und Fauna
Die grünen Alge Cladophora sp ist im See häufig. Zu den dominante Makrophyten gehören Panicum hemitomon und Hydrilla sp. Die Ufervegetation wird durch einen dichten Regenwald bestimmt, der von Lichtungen mit einer Grasvegetation – mit dominierendem Silberhaargras (Imperata cylindrica) – durchsetzt ist.
Der durchschnittlich 82 Meter tiefe See hat einen großen Fischbestand mit folgenden Arten: Milchfische (Chanos chanos), Raubwelse (Clarias sp.), Tilapien, Karpfen (Cyprinus carpio) und Glossogobius giurus. Der See hat ebenso einen großen Bestand verschiedener Wasservögel.

## Nationalpark
Um den See wurde 1965 der 15 km² große Lake Danao National Park eingerichtet. Dieser wurde am 3. Februar 1998, auf 21,93 km² erweitert, durch das NIPAS-Gesetz von 1992 in das philippinische Programm zum Schutz der Biodiversität aufgenommen, indem der Lake Danao Natural Park im Anhang des Gesetzes aufgeführt wurde.